# Staré Sedliště
Pour les articles homonymes, voir Sedliště.
Staré Sedliště (en allemand : Alt Zedlisch) est une commune du district de Tachov, dans la région de Plzeň, en Tchéquie. Sa population s'élevait à 1 342 habitants en 2024.

## Géographie
Staré Sedliště se trouve à 8 km au sud-est de Tachov, à 49 km à l'ouest de Plzeň et à 131 km à l'ouest-sud-ouest de Prague.
La commune est limitée par Částkov et Tisová au nord, par Bor à l'est, par Přimda au sud, et par Hošťka à l'ouest.

## Histoire
La première mention écrite de la localité date de 1177.

## Administration
La commune se compose de cinq sections :
- Labuť ;
- Mchov ;
- Nové Sedliště ;
- Staré Sedliště ;
- Úšava.

## Galerie

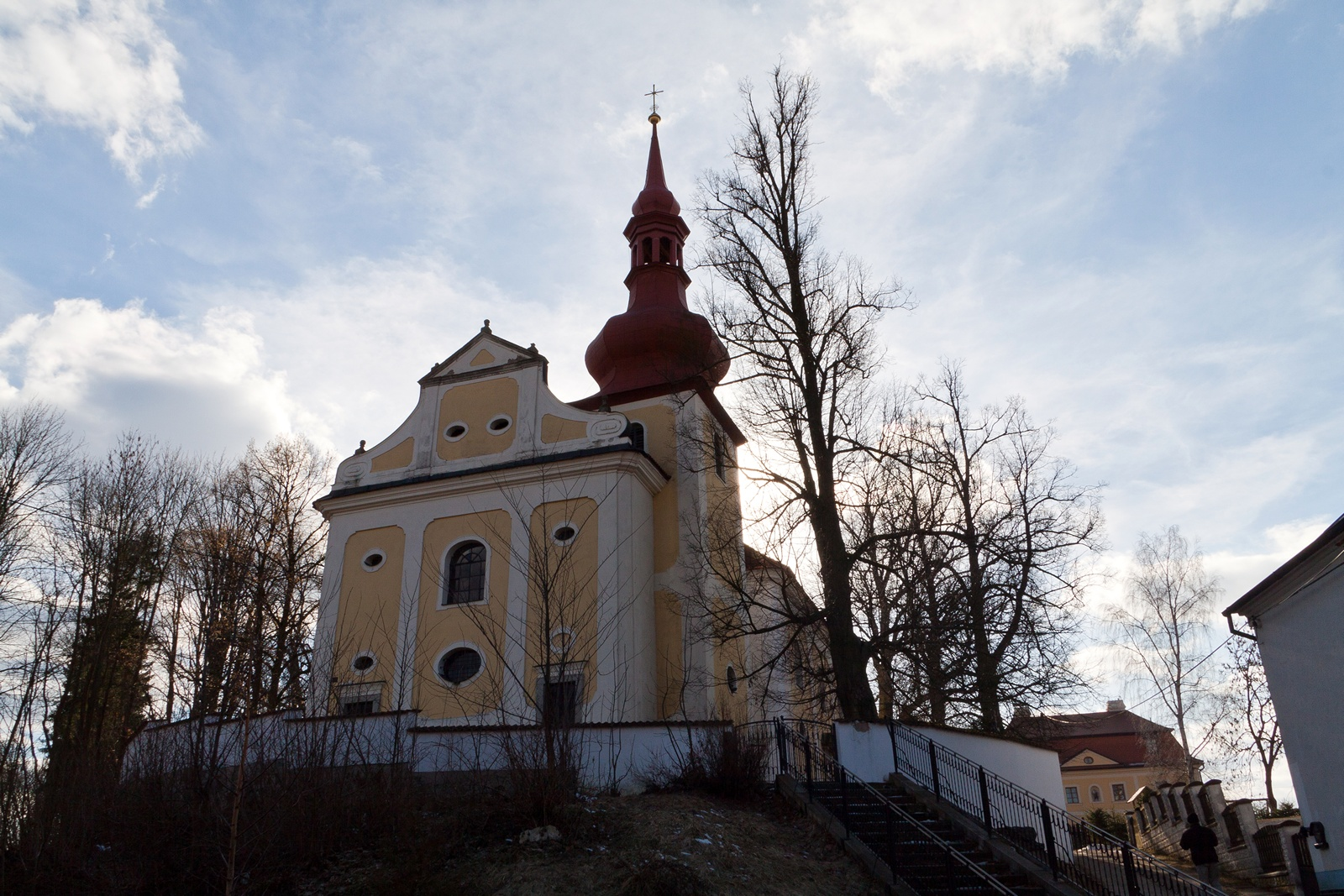
Église Saint-Jean Népomucène.
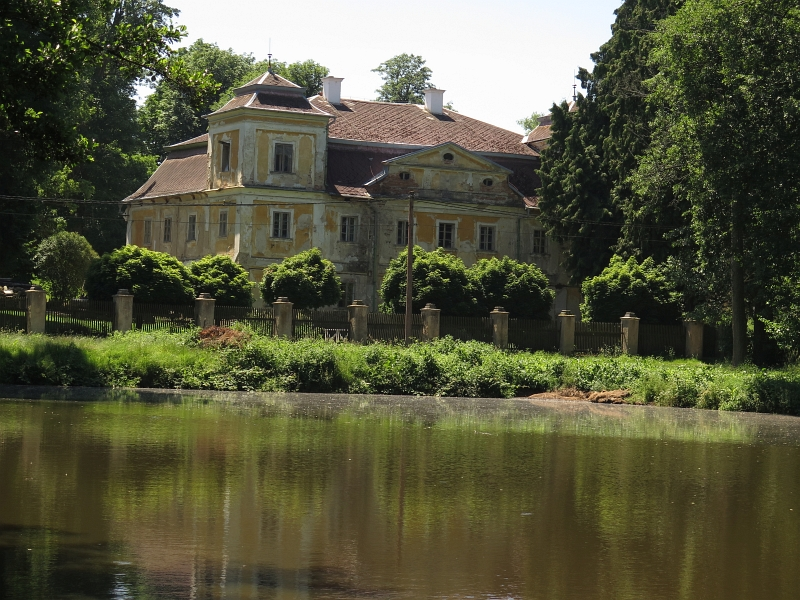
Château de Nové Sedliště.

## Transports
Par la route, Staré Sedliště se trouve à 9 km de Tachov, à 58 km de Plzeň  et à 153 km de Prague.
Staré Sedliště est desservie par l'autoroute D5, qui relie Prague à l'Allemagne par Plzeň. L'accès se trouve à 6 km du centre urbain ( 136 Mlýnec).